# Заберезник (Єнанзьке сільське поселення)
Забере́зник (рос. Заберезник) — присілок у складі Кічменгсько-Городецького району Вологодської області, Росія. Входить до складу Єнангського сільського поселення.

## Населення
Населення — 1 особа (2010; 5 у 2002).
Національний склад (станом на 2002 рік):
- росіяни — 100 %